# Susanna Heikari
Susanna Heikari (* 8. April 1977 in Salo) ist eine ehemalige finnische Fußballspielerin.

## Leben

### Karriere
Heikari begann ihre Karriere beim FC Tikkurila und wechselte im Januar 1997 zum Malmin Palloseura. Danach schloss sie sich HJK Helsinki und wechselte 1999 für ihr Studium in die Vereinigten Staaten, an die University of Portland. Nach ihrer Rückkehr aus den USA im Frühjahr 2000 unterschrieb Heikari erneut beim HJK Helsinki und holte mit dem Team die finnische Meisterschaft und viermal den finnischen Cup. Am 15. Februar 2010 verließ sie ihre finnische Heimat und wechselte zum FC Zürich Frauen.

### International
Heikari spielte von 1994 bis 2002 in 44 Spielen für die finnische Fußballnationalmannschaft der Frauen und erzielte dabei acht Tore.

### Privates
Heikari lebt seit ihrem Karriereende mit ihren zwei Kindern und Lebenspartner wieder in Helsinki.